# 25259 Lucarnold
25259 Lucarnold è un asteroide della fascia principale. Scoperto nel 1998, presenta un'orbita caratterizzata da un semiasse maggiore pari a 2,9581828 UA e da un'eccentricità di 0,0401705, inclinata di 0,69743° rispetto all'eclittica.